# Franske Sydlige og Antarktiske Territorier
De Franske Sydlige og Antarktiske Territorier (fransk: Territoire des Terres australes et antarctiques françaises eller Terres australes et antarctiques françaises forkortes T.A.A.F. eller TAAF) er et antal subantartiske vulkanske øer i det sydlige Indiske ocean, syd for Afrika, som ligger ca. lige langt fra Afrika, Antarktis og Australien, samt en række omstridte øer omkring Madagaskar.
TAAF er et fransk oversøisk territorium (Fransk: territoire d'outre-mer) siden 1955. Området blev før administrert fra Paris af en «administrateur supérieur», men er siden 2004 ledet af en præfekt, for tiden Michel Champon, med hovedkvarter i Saint-Pierre på Réunion.
TAAF omfatter øerne Île Amsterdam, Île Saint-Paul, Crozetøerne og øgruppen Kerguelen i det sydlige Indiske Ocean, sammen med den sektor af Antarktis som Frankrig har annekteret som omfatter Adelie Land (de fleste andre stater har dog ikke anerkendt disse territoriale krav).
Fra 23. februar 2007 indgår en del franske småøer i Mozambiquekanalen, samt nord og øst for Madagaskar, de såkaldte Îles éparses (Bassas da India, Europaøerne, Glorieusesøerne, Juan de Nova og Tromelinøen) som det femte distrikt i TAAF. Madagaskar gør krav på de fire vestligste af disse øer, i tillæg til krav fra Comorerne om Glorieusesøerne, og fra Mauritius om Tromelinøen. Ingen af øerne har fast bosættelse, kun små militærgarnisoner og i hovedsagen automatiserede meteorologiske stationer. Frankrig gør krav på 200 sømil eksklusiv økonomisk zone rundt om hver af de små øer, som i høj grad overlapper med de økonomiske zoner fra nabostaterne i området.
I oktober 2024 bekræftede Madagaskars præsident, Andry Rajoelina, sit ønske om at få de spredte øer tilbage fra Frankrig, som Madagaskar har gjort krav på siden 1973.